# Marta Batinović
Marta Batinović, geborene Žderić (* 20. April 1990 in Metković, SR Kroatien, SFR Jugoslawien) ist eine kroatisch-montenegrinische Handballspielerin, die für die montenegrinische Nationalmannschaft aufläuft.

## Karriere

### Im Verein
Batinović erlernte das Handballspielen beim kroatischen Verein RK Dalmatinka Ploče. Zwischen 2006 und 2013 lief die Torhüterin für den kroatischen Verein ŽRK Podravka Koprivnica auf, mit dem sie mehrfach die kroatische Meisterschaft und den kroatischen Pokal gewann. Daraufhin spielte Batinović beim montenegrinischen Verein ŽRK Budućnost Podgorica, mit dem sie im Jahr 2015 die EHF Champions League sowie in jeder Spielzeit sowohl die montenegrinische Meisterschaft als auch den montenegrinischen Pokal gewann. In der Saison 2018/19 pausierte sie aufgrund der Geburt ihres Sohnes.
Batinović schloss sich nach ihrer Pause dem rumänischen Erstligisten SCM Râmnicu Vâlcea an. Bei SCM Râmnicu Vâlcea war sie Mannschaftskapitänin und gewann im Jahr 2020 sowohl den rumänischen Pokal als auch den rumänischen Supercup. Im Sommer 2021 schloss sich Batinović dem Ligakonkurrenten SCM Gloria Buzău an, bei dem sie sich mehr Zeit für ihre Familie versprach. Im Sommer 2023 wechselte sie zum rumänischen Erstligisten CS Măgura Cisnădie.

### In Auswahlmannschaften
Batinović nahm mit der kroatischen Jugendnationalmannschaft an der U-17-Europameisterschaft 2007 sowie mit der kroatischen Juniorinnennationalmannschaft ab der U-20-Weltmeisterschaft 2010 teil. Später rückte sie in das Aufgebot der kroatischen A-Nationalmannschaft auf. Batinović gehörte dem kroatischen Aufgebot bei der Weltmeisterschaft 2011, bei der Europameisterschaft 2012 und bei der Europameisterschaft 2014 an.
Babović entschied sich nach einer längeren Länderspielpause für die montenegrinische Auswahl aufzulaufen, für die sie am 25. September 2019 ihr Länderspieldebüt in einem EM-Qualifikationsspiel gegen Italien gab. Anschließend nahm sie mit Montenegro an der Weltmeisterschaft 2019 und an der Europameisterschaft 2020 teil. Bei der Europameisterschaft 2022 gewann sie mit Montenegro die Bronzemedaille. Im kleinen Finale gegen Frankreich parierte sie 43 % der gegnerischen Würfe. Bei der Weltmeisterschaft 2023 zog sich Babović im vierten Spiel Montenegros einen Kreuzbandriss zu, woraufhin das Turnier für sie beendet war.

### Ehrungen
- kroatische Handballerin des Jahres: 2015[21]

## Sonstiges
Sie heiratete im Jahr 2016 den Wasserballspieler Mata Batinović.